# Амбријер ле Вале
Амбријер ле Вале (фр. Ambrières-les-Vallées) насеље је и општина у западној Француској у региону Лоара, у департману Мајен која припада префектури Мајен.
По подацима из 2011. године у општини је живело 2.794 становника, а густина насељености је износила 72,05 становника/km². Општина се простире на површини од 38,78 km². Налази се на средњој надморској висини од 115 метара (максималној 162 m, а минималној 95 m).

## Демографија
| 1962. | 1968. | 1975. | 1982. | 1990. | 1999. | 2011. |
| ----- | ----- | ----- | ----- | ----- | ----- | ----- |
| 2.249 | 2.383 | 2.561 | 2.679 | 2.841 | 2.903 | 2.794 |

График промене броја становника у току последњих година